# Dobroč
Dobroč (em húngaro: Dabar) é um município da Eslováquia, situado no distrito de Lučenec, na região de Banská Bystrica. Tem 18,87 km² de área e sua população em 2018 foi estimada em 617 habitantes.

## Demografia
| Ano:        | 1994 | 2004   | 2014   | 2024   |
| ----------- | ---- | ------ | ------ | ------ |
| Broj ljudi: | 714  | 680    | 642    | 598    |
| Razlika:    |      | -4,76% | -5,58% | -6,85% |

| Ano:               | 2023 | 2024   |
| ------------------ | ---- | ------ |
| Número de pessoas: | 596  | 598    |
| Diferença:         |      | +0,33% |